# ويندوز سيرفر
ويندوز سيرفر هو الاسم التجاري لمجموعة من نظم تشغيل الخوادم التي أصدرتها مايكروسوفت. ويشمل جميع أنظمة التشغيل ويندوز التي تحتوي على «ويندوز سيرفر» في أسمائها، ولكن ليس أي من منتجات ميكروسوفت الأخرى. أول نسخة أطلقت تحت العلامة التجارية ويندوز سيرفر كانت ويندوز سيرفر 2003. ومع ذلك، كانت النسخة الأولى من خادم ويندوز هي ويندوز إن تي 3.1 أدفانسد سيرفر، تليها ويندوز إن تي 3.5 سيرفر وويندوز إن تي 4.0 سيرفر وويندوز 2000 سيرفر؛ وكان هذا الأخير أول نسخة خادم يأتي بميزات كثيرة مثل الدليل النشط، خادم DNS، خادم DHCP، نهج المجموعة، والعديد من الميزات الأخرى الشعبية المستخدمة اليوم.

## الأعضاء
تشمل هذه العلامة التجارية أنظمة التشغيل التالية:
- ويندوز سيرفر 2003 (أبريل 2003)
- ويندوز سيرفر 2003 R2 (ديسمبر 2005)
- ويندوز سيرفر 2008
- ويندوز سيرفر 2008 R2
- ويندوز سيرفر 2012
- ويندوز سيرفر 2012 R2
- ويندوز سيرفر 2016
- ويندوز سيرفر 2019
- ويندوز سيرفر 2022

وقد أنتجت مايكروسوفت أيضا ويندوز سيرفر إسنشلز (سابقاويندوز سمول بيزنس سيرفر) وويندوز إسنشل بيزنس سيرفر (توقف) وحزم البرامج التي تشمل نظام التشغيل ويندوز سيرفر وبعض منتجات ميكروسوفت أخرى للخوادم.

## وصلات خارجية
- الموقع الرسمي